# Rho Bootis
Rho Bootis (ρ Boo / 25 Bootis / HD 127665) es una estrella en la constelación de Boyero de magnitud aparente +3,57. Forma una doble óptica con σ Bootis, siendo la separación entre ambas de 52 minutos de arco. En realidad no forman un verdadero sistema binario, pues mientras Rho Bootis se encuentra a 149 años luz del sistema solar, σ Bootis se encuentra a un tercio de esta distancia. 
Rho Bootis es una gigante naranja de tipo espectral K3III con una temperatura efectiva de 4400 K. Su luminosidad es 112 veces mayor que la del Sol, con un diámetro, obtenido a partir de la medida de su diámetro angular, 18,6 veces mayor que el solar. Su velocidad de rotación es muy baja, 1,3 km/s, dando lugar a un largo período de rotación de 1,89 años como máximo, siendo éstos valores límite, ya que se desconoce la inclinación de su eje de rotación respecto a nosotros. Se piensa que es una estrella gigante cuyo brillo está aumentando por segunda vez con un núcleo inerte de carbono y oxígeno.
Una compañera visual a 42 segundos de arco y magnitud 12 es una estrella en la misma línea de visión, sin una relación física real con Rho Bootis.

## Denominación tradicional
En la tradición astronómica china, 梗河 (Gěng Hé), es la constelación de la lanza celestial y que agrupa a un asterismo formado por las estrellas centrales de la figura del boyero: ρ Bootis, ε Bootis y σ Bootis. En consecuencia, ρ Bootis es denominada como la tercera estrella de la lanza celestial:梗河三 (Gěng Hé sān)